# Madchester
Madchester je označení pro kulturní a zejména hudební scénu, která vznikla v osmdesátých letech v anglickém Manchesteru (odtud název – mad = šílený) a jeho okolí. Madchesteroví hudebníci ve své tvorbě kombinovali soudobý alternativní rock s prvky acid housu, raveu a psychedelické hudby. Mezi představitele patří kapely Happy Mondays, The Stone Roses, Inspiral Carpets, 808 State a James. Centrem dění byl manchesterský klub The Haçienda. Vývoj Madchesteru sleduje také film Nonstop párty (2002) režiséra Michaela Winterbottoma.